# Rourera de Mascarell
La Rourera de Mascarell és un antic bosc de roures del terme municipal de Conca de Dalt, a l'antic terme de Toralla i Serradell, al Pallars Jussà, en territori que havia estat del poble de Toralla. Està situat a llevant de Mascarell, a llevant del Clot de Mateu, a la dreta de la llau de Mascarell.